# Hermann von Kuhl

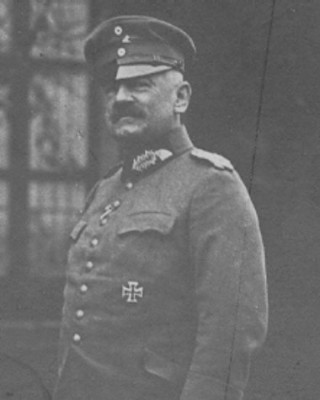
Hermann von Kuhl 1914.

Hermann von Kuhl, född 2 november 1856 i Koblenz, död 4 november 1958, var en tysk militär och författare.
Kuhl blev officer vid infanteriet 1879, överste 1909, generalmajor 1912, general av infanteriet 1918 och erhöll avsked samma år. Kuhl tjänstgjorde huvudsakligen i generalstaben, adlades 1913 och blev 1914 överkvartermästare. Vid första världskrigets utbrott blev han arméstabschef vid 1:a armén och hösten 1916 generalstabschef vid armégruppen Kronprins Rupprecht av Bayern. Kuhl har utgett ett flertal arbeten, bland annat Bonapartes erster Feldzug 1796 (1902), Der deutsche Generalstab in Vorbereitung und Durchführung des Weltkrieges (1919), Der Marne-Feldzug 1914 (1921), Entstehung, Durchfürhrung und Zusammenbruch der Offensive von 1918 (1927) samt Der Weltkrieg 1914-1918 (2 band, 1929).